# Österreichische Alpine Skimeisterschaften 2017
Die Österreichischen Alpinen Skimeisterschaften 2017 fanden von 22. bis 30. März 2017 am Hochkar in Niederösterreich und in Saalbach-Hinterglemm im Land Salzburg statt. Die Rennen waren zumeist international besetzt, um die Österreichische Meisterschaft fuhren jedoch nur die österreichischen Teilnehmer. Die für den 31. März angesetzte Abfahrt der Damen musste aufgrund zu hoher Temperaturen ersatzlos gestrichen werden.

## Herren

### Abfahrt
| Platz | Name                     | Zeit        |
| ----- | ------------------------ | ----------- |
| 01    | Hannes Reichelt          | 1:07,14 min |
| 02    | Matthias Mayer           | 1:07,29 min |
| 03    | Romed Baumann            | 1:07,58 min |
| 04    | Niklas Köck              | 1:07,75 min |
|       | Frederic Berthold        | 1:07,75 min |
| 06    | Ralph Weber (SUI)        | 1:07,91 min |
|       | Vincent Kriechmayr       | 1:07,91 min |
| 08    | Daniel Danklmaier        | 1:07,94 min |
| 09    | Gian Luca Barandun (SUI) | 1:07,97 min |
| 10    | Manuel Schmid (GER)      | 1:08,12 min |

Datum: 28. März 2017

Ort: Hinterglemm

Piste: Schneekristall/Zwölfer

Start: 1650 m, Ziel: 1060 m

Höhendifferenz: 590 m

Tore: 26

### Super-G
| Platz | Name                    | Zeit        |
| ----- | ----------------------- | ----------- |
| 01    | Vincent Kriechmayr      | 0:59,09 min |
| 02    | Niklas Köck             | 0:59,35 min |
| 03    | Christopher Neumayer    | 0:59,37 min |
| 04    | Max Franz               | 0:59,39 min |
| 05    | Daniel Danklmaier       | 0:59,81 min |
| 06    | Manuel Schmid (GER)     | 0:59,96 min |
| 07    | Dominik Schwaiger (GER) | 1:00,19 min |
| 08    | Christoph Krenn         | 1:00,26 min |
| 09    | Raphael Haaser          | 1:00,27 min |
| 10    | Sven Hermann (SUI)      | 1:00,33 min |

Datum: 29. März 2017

Ort: Hinterglemm

Piste: Schneekristall/Zwölfer

Start: 1542 m, Ziel: 1060 m

Höhendifferenz: 482 m

Tore: k. A.

### Riesenslalom
| Platz | Name                      | Zeit        |
| ----- | ------------------------- | ----------- |
| 01    | Johannes Strolz           | 2:10,03 min |
| 02    | Magnus Walch              | 2:10,48 min |
| 03    | Daniel Meier              | 2:10,90 min |
| 04    | Christian Hirschbühl      | 2:11,31 min |
|       | Maximilian Lahnsteiner    | 2:11,31 min |
| 06    | Stefan Rogentin (SUI)     | 2:11,82 min |
| 07    | Sandro Jenal (SUI)        | 2:11,85 min |
| 08    | Charlie Raposo (GBR)      | 2:11,91 min |
| 09    | Patrick Feurstein         | 2:11,95 min |
| 10    | Steffan Winkelhorst (NED) | 2:11,99 min |

Datum: 23. März 2017

Ort: Hochkar

Start: 1750 m, Ziel: 1430 m

Höhendifferenz: 320 m

Tore 1. Lauf: 48, Tore 2. Lauf: 48

### Slalom
| Platz | Name                        | Zeit        |
| ----- | --------------------------- | ----------- |
| 01    | Johannes Strolz             | 1:42,72 min |
| 02    | Fabio Gstrein               | 1:45,34 min |
| 03    | Dries Van den Broecke (BEL) | 1:45,68 min |
| 04    | Pirmin Hacker               | 1:46,05 min |
| 05    | Marco Pfiffner (LIE)        | 1:46,08 min |
| 06    | Mathias Graf                | 1:46,09 min |
| 07    | Dominik Raschner            | 1:46,28 min |
| 08    | Martin Pitterle             | 1:46,30 min |
| 09    | Bernhard Binderitsch        | 1:46,44 min |
| 10    | Tobias Kogler               | 1:47,26 min |

Datum: 22. März 2017

Ort: Hochkar

Start: 1688 m, Ziel: 1508 m

Höhendifferenz: 180 m

Tore 1. Lauf: 61, Tore 2. Lauf: 61

### Kombination
| Platz | Name                    | Zeit        |
| ----- | ----------------------- | ----------- |
| 01    | Vincent Kriechmayr      | 1:33,74 min |
| 02    | Niklas Köck             | 1:34,06 min |
| 03    | Marco Schwarz           | 1:34,64 min |
| 04    | Raphael Haaser          | 1:34,88 min |
| 05    | Daniel Danklmaier       | 1:34,95 min |
| 06    | Manuel Traninger        | 1:34,96 min |
| 07    | Dominik Schwaiger (GER) | 1:35,01 min |
| 08    | Frederic Berthold       | 1:35,59 min |
| 09    | Marc Digruber           | 1:35,79 min |
| 10    | Julian Schütter         | 1:35,84 min |

Datum: 29. März 2017

Ort: Hinterglemm

Piste: Schneekristall/Zwölfer

Start: 1542 m, Ziel: 1060 m (Super-G)

Höhendifferenz: 482 m (Super-G)

Tore Super-G: k. A., Tore Slalom: k. A.
Als erster Lauf wurde der am selben Tag ausgetragene Super-G-Meisterschaftslauf gewertet.

## Damen

### Abfahrt
Abgesagt.

### Super-G
| Platz | Name                      | Zeit        |
| ----- | ------------------------- | ----------- |
| 01    | Rosina Schneeberger       | 1:00,24 min |
| 02    | Ricarda Haaser            | 1:00,75 min |
| 03    | Nicole Schmidhofer        | 1:01,01 min |
| 04    | Tamara Tippler            | 1:01,16 min |
| 05    | Elisabeth Kappaurer       | 1:01,46 min |
| 06    | Viktoria Rebensburg (GER) | 1:01,47 min |
| 07    | Elisabeth Görgl           | 1:01,55 min |
| 08    | Sabrina Maier             | 1:01,68 min |
| 09    | Franziska Gritsch         | 1:01,69 min |
| 10    | Nina Ortlieb              | 1:01,91 min |

Datum: 29. März 2017

Ort: Hinterglemm

Piste: Schneekristall/Zwölfer

Start: 1542 m, Ziel: 1060 m

Höhendifferenz: 482 m

Tore: k. A.

### Riesenslalom
| Platz | Name                 | Zeit        |
| ----- | -------------------- | ----------- |
| 01    | Elisabeth Kappaurer  | 2:13,25 min |
| 02    | Ricarda Haaser       | 2:13,48 min |
| 03    | Nadine Fest          | 2:14,15 min |
| 04    | Franziska Gritsch    | 2:14,33 min |
| 05    | Sabrina Maier        | 2:16,02 min |
| 06    | Michaela Heider      | 2:16,09 min |
| 07    | Marie-Therese Sporer | 2:16,33 min |
| 08    | Nina Ortlieb         | 2:16,36 min |
| 09    | Katharina Truppe     | 2:16,52 min |
| 10    | Elisa Mörzinger      | 2:16,82 min |

Datum: 24. März 2017

Ort: Hochkar

Start: 1750 m, Ziel: 1430 m

Höhendifferenz: 320 m

Tore 1. Lauf: 48, Tore 2. Lauf: 48

### Slalom
| Platz | Name                 | Zeit        |
| ----- | -------------------- | ----------- |
| 01    | Julia Grünwald       | 1:46,90 min |
| 02    | Katharina Truppe     | 1:47,59 min |
| 03    | Marie-Therese Sporer | 1:47,65 min |
| 04    | Ricarda Haaser       | 1:48,17 min |
| 05    | Stephanie Brunner    | 1:48,39 min |
| 06    | Franziska Gritsch    | 1:49,20 min |
| 07    | Nadine Fest          | 1:49,78 min |
| 08    | Bernadette Lorenz    | 1:50,19 min |
| 09    | Nina Astner          | 1:51,90 min |
| 10    | Lisa Grill           | 1:52,73 min |

Datum: 25. März 2017

Ort: Hochkar

Start: 1688 m, Ziel: 1508 m

Höhendifferenz: 180 m

Tore 1. Lauf: 61, Tore 2. Lauf: 61

### Kombination
| Platz | Name                      | Zeit        |
| ----- | ------------------------- | ----------- |
| 01    | Ricarda Haaser            | 1:40,07 min |
| 02    | Franziska Gritsch         | 1:40,89 min |
| 03    | Elisabeth Kappaurer       | 1:41,19 min |
| 04    | Lena Dürr (GER)           | 1:41,63 min |
| 05    | Sabrina Maier             | 1:41,76 min |
| 06    | Susanne Weinbuchner (GER) | 1:42,16 min |
| 07    | Patrizia Dorsch (GER)     | 1:42,22 min |
| 08    | Nina Ortlieb              | 1:42,98 min |
| 09    | Christina Ager            | 1:43,01 min |
| 10    | Elisa Mörzinger           | 1:43,03 min |

Datum: 29. März 2017

Ort: Hinterglemm

Piste: Schneekristall/Zwölfer

Start: 1241 m, Ziel: 1060 m (Slalom)

Höhendifferenz: 181 m (Slalom)

Tore Super-G: 46, Tore Slalom: k. A.
Als erster Lauf wurde der am selben Tag ausgetragene Super-G-Meisterschaftslauf gewertet.